# POPUP
POPUP (ポップアップ)は大阪を拠点に活動する女性アイドルグループとして結成された。2018年4月からは東京に拠点を移して活動していた。
元NMB48の島田玲奈が運営する「saq*cafe」発のプロジェクトとしてオーディションを行い、2016年12月30日に大阪MUSEのワンマンライブでデビュー。
略称は「ぽぷあ」。ファンを「ぽっぱー」と呼ぶ。コンセプトは「世界をつなぐアイドル」。全員、楽器を扱える。

## メンバー
| 名前     | 生年月日               | 出身地                | カラー | 愛称              | 担当楽器              | 元所属グループ （当時の氏名）        | 備考 |
| -------- | ---------------------- | --------------------- | ------ | ----------------- | --------------------- | ------------------------------------ | --- |
| 西本珠理 | 1994年11月6日（30歳）  | 京都府                | 緑     | じゅりり          | ドラム                | TAKE OFF （西本珠理）                | 好きな食べ物：お寿司、枝豆 趣味：アイドル鑑賞、TVを見ること その他：カワウソに似てると言われている。 2019年5月卒業                                                            |
| 塚本里咲 | 1996年1月23日（29歳）  | 大阪府                | 赤     | りーたん りさ     | ギター、三味線        | Mary Angel （Risa）                  | 好きな食べ物：高野豆腐、お米、いちご 苦手な食べ物：鶏肉（生きた鳥も触れない。） 趣味：アニメ鑑賞、少女漫画を読むこと 特技：幼稚園から民謡と三味線を習っていた。 2019年5月卒業 |
| 市川楓   | 1995年11月19日（29歳） | 愛知県                | 青     | かえで かえぴょん | ベース シンセサイザー | 煌めき☆アンフォレント （瀬乃かなみ） | 好きな食べ物：チョコ、魚の煮付け 好きなもの：天使、くらげ、Perfume、バンド 趣味：携帯アプリの育成ゲーム その他：学生時代は陸上部に所属（砲丸投げ） 2019年5月卒業              |
| 浅野きえ | 1998年1月30日（27歳）  | 長崎県                | ピンク | きえちゃん        | ギター                | MilkShake （相川笑未）               | メンバー唯一の左利き 好きなもの：Yes Happy!のさやか 特技：自分の前世がわかる。前世はリクガメ 名前：「きえ」は4歳年上の姉がつけたらしい。 2019年2月卒業                        |
| 三上愛莉 | 1994年10月11日（30歳） | 愛媛県 (生まれは東京) | 黄     | あいりん          | ベース                | 愛媛女子芸能部                       | 2017年4月16日卒業 |

※市川楓は、2017年9月16日から、東海選抜アイドルユニット7☆3も兼任

## ディスコグラフィー

### アルバム
| リリース       | タイトル | 収録曲          | 作 詞      | 作 曲        | 動 画          | 備 考 |
| -------------- | -------- | --------------- | ---------- | ------------ | -------------- | --- |
| 2017年10月25日 | POPUP    | START!          | さやか     | 正垣和則     | Music Video    | ※10月2日の東京での対バンから販売開始。 唯一収録されなかった「カケラ」を除き、 すべてオリジナル曲で構成。 曲順は発表順となっている。 |
| 2017年10月25日 | POPUP    | 君と僕          | さやか     | 正垣和則     | デビューライブ | ※10月2日の東京での対バンから販売開始。 唯一収録されなかった「カケラ」を除き、 すべてオリジナル曲で構成。 曲順は発表順となっている。 |
| 2017年10月25日 | POPUP    | アツイキモチ    | 愛野益己   | 正垣和則     | デビューライブ | ※10月2日の東京での対バンから販売開始。 唯一収録されなかった「カケラ」を除き、 すべてオリジナル曲で構成。 曲順は発表順となっている。 |
| 2017年10月25日 | POPUP    | Loves clock     | 上田ゆう子 | 中垣沢正     | デビューライブ | ※10月2日の東京での対バンから販売開始。 唯一収録されなかった「カケラ」を除き、 すべてオリジナル曲で構成。 曲順は発表順となっている。 |
| 2017年10月25日 | POPUP    | 夏恋            | さやか     | 正垣和則     | デビューライブ | ※10月2日の東京での対バンから販売開始。 唯一収録されなかった「カケラ」を除き、 すべてオリジナル曲で構成。 曲順は発表順となっている。 |
| 2017年10月25日 | POPUP    | Endless Blue    | hijiri     | mineo        | 対バン         | ※10月2日の東京での対バンから販売開始。 唯一収録されなかった「カケラ」を除き、 すべてオリジナル曲で構成。 曲順は発表順となっている。 |
| 2017年10月25日 | POPUP    | honey☆honey     | 菊池諒     | 桜美桜       |                | ※10月2日の東京での対バンから販売開始。 唯一収録されなかった「カケラ」を除き、 すべてオリジナル曲で構成。 曲順は発表順となっている。 |
| 2017年10月25日 | POPUP    | blue star train | 菊池諒     | 川崎ダイスケ | 振り付け動画   | ※10月2日の東京での対バンから販売開始。 唯一収録されなかった「カケラ」を除き、 すべてオリジナル曲で構成。 曲順は発表順となっている。 |
| 2017年10月25日 | POPUP    | 初恋ユース      | 菊池諒     | えとゆま     |                | ※10月2日の東京での対バンから販売開始。 唯一収録されなかった「カケラ」を除き、 すべてオリジナル曲で構成。 曲順は発表順となっている。 |
| 2017年10月25日 | POPUP    | 時の随に        | 上田ゆう子 | 正垣和則     |                | ※10月2日の東京での対バンから販売開始。 唯一収録されなかった「カケラ」を除き、 すべてオリジナル曲で構成。 曲順は発表順となっている。 |
| 2017年10月25日 | POPUP    | 裸足のキボウ    | 菊池諒     | 鶴田知己     | 2017.8.2対バン | ※10月2日の東京での対バンから販売開始。 唯一収録されなかった「カケラ」を除き、 すべてオリジナル曲で構成。 曲順は発表順となっている。 |
| 2017年10月25日 | POPUP    | ネコネコび～む  | 菊池諒     | 中垣沢正     | 2017.8.1対バン | ※10月2日の東京での対バンから販売開始。 唯一収録されなかった「カケラ」を除き、 すべてオリジナル曲で構成。 曲順は発表順となっている。 |
| 2017年10月25日 | POPUP    | 茜色の涙        | 上田ゆう子 | 正垣和則     |                | ※10月2日の東京での対バンから販売開始。 唯一収録されなかった「カケラ」を除き、 すべてオリジナル曲で構成。 曲順は発表順となっている。 |

### その他のオリジナル
- カケラ
※2017年5月20日の凱旋ツアー初日の大阪公演で、blue star trainの次の新曲として初披露された。
- 恋せよLOVEGAME
※新曲連続10曲披露のラスト曲として、2017年12月30日の１周年記念ワンマンライブで初披露。盛り上がるライブに欠かせない定番曲となる。
- 言えない想い
※2018年3月27日の大阪定期公演@大阪MUSEで初披露。浅野きえ初作詞曲
- Dreamer
※2018年5月23日の東京定期公演@秋葉原CLUB GOODMANで初披露

### カバー
- 青春のラップタイム
- 僕らのユリイカ
- 君のことが好きだから
- ラムのラブソング

### DVD
- 「1st one man live @BIGCAT」（2017年10月25日リリース）
※2017年8月16日に心斎橋のBIG CATで行われたワンマンライブの模様を収録。特典映像として、ライブの舞台裏を収めた「アツイキモチ」MVなども収録

## 来歴

### 2016年
- 9月29日、saq*cafeのプロジェクトとして、世界に通用するアイドルを募集する旨が、オーナーの島田玲奈から告知される。
- 11月30日、オーディションに合格した5名が初顔合わせ。遠方組3名（浅野きえ、市川楓、三上愛莉）はこの日から大阪に移住
- 12月5日、Twitterにてメンバー公開
- 12月7日、公式ブログがスタート
- 12月30日、大阪MUSEにてデビューワンマンライブ

### 2017年
- 1月1日、サーティワンアイスクリーム千日前店、なんばウォーク店の2017年公式アンバサダーに就任
- 1月8日、「START!」のMVをYouTubeで公開。撮影は、廃校となった京都府南丹市美山町の旧大野小学校で12月に行われた。
- 1月14日、東京・秋葉原の「The 1/3rd cafe&ber」にて開催されたsaq *cafe in Tokyoにて、東京初お目見え
- 1月15日、東京・青山の「月見ル君想フ」にて、東京デビューワンマンライブ。同日、千駄ヶ谷の時遊空間にて、トークを中心に展開する初のぽぷあミーティング、「ぽぷあミーティングinTOKYO」を開催
- 1月19日、大阪で初めての「ぽぷあミーティングinOSAKA」を堀江Goldeeで開催
- 1月21日、「Yes Happy!のATCアイドル★ミーティング」に急遽出演した。これが初の対バンかつ初の野外イベントとなった。
- 1月28日、初めての生誕イベント（塚本里咲＆浅野きえ合同生誕）を京橋ベロニカで開催。この場で、8月16日にBIGCATで1stワンマンライブを開催することを発表
- 2月4日、初めての定期ライブを堀江Goldeeで開催
- 2月11日、初の名古屋遠征。ダイアモンドホールで行われた「東海アイドル万博2017」に出演
- 3月5日、東京・錦糸町の「rebirth」にて、第1回東京定期ライブ開催。同日、千駄ヶ谷の時遊空間にて、第2回「ぽぷあミーティングinTOKYO」を開催
- 3月14日、FRESH!（旧AbemaTV FRESH!）にて、UtaTenプレゼンツ、アイドル情報バラエティTV番組「推し増し！POPUP」が放送開始（@南堀江プラスワン・ライブスタジオ）。8月7日までの全10回で放送終了
- 4月1日、定期ライブで、メンバーの出身地を巡る凱旋ツアーや、新曲10曲連続リリースが発表された。
- 4月13日、西本珠理と塚本里咲がMCを務めるインターネットラジオ番組「じゅりーたんの君にガチ恋!!」の放送開始（毎週木曜正午～（土曜夜0時～再放送）於：阪急百貨店9階「ソラトニワ梅田」）
- 5月23日、5月26日発売のIDOL FILE Vol.3にて、初代関西アイドルクイーンを決める投票を実施することが発表され、POPUPからは塚本里咲が出場することが告知される。
- 5月27日　謎解きイベント「ぽぷあからの挑戦状」を道修町のイッツコーポレーションビルにて開催
- 6月19日、関西アイドルリーグ第2節に出場することが発表された。
- 6月30日、デビュー半年を記念して、メンバーのTwitterがスタート
- 8月13日、心斎橋サンホールで行われたKANSAI IDOL FILE FESTAにおいて、初代関西アイドルクイーンの最終結果が発表され、塚本里咲が第2位を獲得した。
- 8月16日、BIGCATでの1stワンマンライブ開催。前座のoopup（おっぷあっぷ）として、バンド演奏も披露。それぞれがソロ曲も披露。塚本里咲「believe」、市川楓「私は私」、浅野きえ「Dearist.」、西本珠理「初恋サイダー」。10月に1stアルバムをリリースすることもサプライズで発表された。
- 9月9日、初島根遠征。Yes Happy!とともに、松江AZTiC canovaで行われた「GIRLS INFINITY in MATSUE」に出演
- 9月16日、名古屋ReNY limitedで行われた「I-DREAM MUSIC FESTIVAL VOL.1」において、市川楓が、東海選抜アイドルユニット7☆3の第2期メンバーとして活動して行くことが発表された。
- 9月17日、この日予定していたBIGCATお疲れ様BBQ大会@舞洲が台風のため中止。代替イベントとして、saq*cafeにて「ぽぷあカフェ」を実施
- 9月25日～27日、初の台湾遠征。POPTubeのミッション撮影と写真素材撮影を行う。
- 10月2日～20日、約3週間の東京遠征（武者修行）
- 10月5日、渋谷マルイにて、初のリリースイベント開催
- 10月25日、ぽぷあミーティングにて、1stアルバム「POPUP」及び1stワンマンライブDVDをリリース
- 12月11日〜14日、台湾で行ったアンケートで優勝した浅野きえが、カンボジアを訪問。日本語学校で「honey☆honey」を披露するなど、日本のアイドル文化とPOPUPのPRに努めた。
- 12月30日、江坂MUSEにて、デビュー1周年記念ワンマンライブ「おぉおお祝いぽぷあちゃん」開催。大阪、東京、名古屋での定期ライブ開催（大阪は1月30日から）と、カンボジアでの海外初ライブ（1月17日）がサプライズで発表される。「Loves clock」を初めてハンドマイク&生歌で披露した。
- 12月31日 江坂MUSEにて、カウントダウンライブ「お正月もおぉおお祝いぽぷあちゃん」開催。前半は着席して配られた年越しそば（どん兵衛）を食べながらのトークショー。後半はスタンディングでライブという構成。正月らしく、メンバーは巫女姿で登場した。

### 2018年
- 1月12日〜19日、カンボジア遠征。イオンモールやプノンペン大学、孤児院、日本語学校などでPOPUPとして初めての海外でのライブを行う。
- 1月19日、カンボジア遠征から帰国。カンボジアで孤児院を運営するNGO団体、Pay it Forward（PIF）の親善大使に就任したことが発表される。
- 1月20日、阪急西宮ガーデンズにて、関西で初めてのリリースイベント（POPUPスペシャルイベント）を開催する。
- 1月30日、大阪MUSEにて、第1回目の定期ライブ「ぽぷあ定期LIVE in OSAKA vol.1」を開催。初回ゲストにYes Happy!。
- 2月18日、浅野きえが以前所属していたMilkShakeとのツーマンライブが日本橋ポルックスシアターで開催される。また、この日、POPUPのカンボジアでの交流活動が、在カンボジア日本大使館より、日カンボジア友好65周年記念事業に認定されたことが発表された。
- 2月21日〜26日、2度目のカンボジア遠征。CJCCでライブ。POPUPブースの出店も。親善大使を務める孤児院も訪問。「CHUGA-PON」というプノンペン全域で配布される日本の情報満載の情報誌（vol.38）の表紙にも掲載される。
- 3月9日、名古屋X-HALL -ZEN-にて、名古屋で初めての定期ライブを開催。ゲストにOS☆U。
- 3月16日、公式Twitterにて、新年度から拠点を東京に移すことが発表される。これに伴い、メンバーの居住地も東京へ。
- 3月20日、ナガシマリゾート駐車場特設会場で開催されたCBCテレビ「花咲かタイムズ〜うまいもん集めMAX!!!」にPOPUP及び7☆3として出演。これが三重県での初ライブとなった。
- 3月24日、「アイドル甲子園」（新木場STUDIO COAST）に初出演
- 3月27日、on and Go!をゲストに迎え、彼シャツ衣装で行われた、大阪MUSEでの「ぽぷあ定期ライブ in OSAKA vol.3」において、浅野きえの初作詞曲「言えない想い」が披露される。
- 4月7日、名古屋Reny limitedで行われた「第2回中スポ音楽祭」において、「言えない想い」を披露しCBCラジオ賞を受賞。POPUPにとって初めての表彰となった。
- 4月14日、新宿FATEでのJewel☆Rougeとのツーマンライブ。これが東京への拠点移転後初めてのライブとなった。
- 5月4日、代々木公園で開催されたカンボジアフェスティバル2018にライブ出演。
- 5月20日、CBCラジオ「I-DREAM STATION」にて、6月30日をもって市川楓の7☆3兼任解除が発表される。
- 5月23日、秋葉原CLUB GOODMANにて行われた「POPUP定期ライブ in TOKYO Vol.1」にて、新曲「Dreamer」が披露される。
- 6月20日～25日、塚本里咲が、フォトブック撮影などの仕事のため、1人でタイへ遠征する。
- 6月30日、名古屋ReNY limitedで行われた「I-DREAM MUSIC FESTIVAL!」への出演をもって、市川楓の7☆3としての活動終了。活動期間は約9ヶ月
- 7月1日、公式Twitterにて、7月から、Shibuya Cross-FMにて、市川楓の「かえちゅ～」（第2水曜日）と、4人での「POPUP 1UP radio in 渋谷」（第3水曜日）がスタートすることが発表される。
- 8月13日、武道館アイドル博2018～1000人のアイドルと遊ぼう！～（東京・日本武道館）に出演[5]。

### 2019年
- 5月6日 ラストライブ

2025年3月20日に行われた、橋本梨菜グラビア10周年トークイベントには、西本珠理、塚本里咲も2人が元POPUPとして参加した。

## メディア

### テレビ
- UtaTenプレゼンツ アイドル情報バラエティ「推し増し！POPUP」（2017年3月14日～8月7日 全10回、FRESH!（旧AbemaTV FRESH!））

### ラジオ
- インターネットラジオ番組「じゅりーたんの君にガチ恋!!」（2017年4月13日（毎週木曜正午～）〜2018年3月22日（毎週土曜夜0時～再放送）全45回放送、ソラトニワ梅田）
- Shibuya Cross-FMレギュラー番組：市川楓の「かえちゅ～」（2018年7月11日（毎月第2水曜19：00～19：50））、「POPUP 1UP radio in 渋谷」（（2018年7月18日（毎月第3水曜19：00～19：50））

### YouTube
- 「POPTube（ぽっちゅーぶ）」：POPUPが色々なことにチャレンジする番組

### 2017年
- 第1回（6月25日公開）「メンバー一問一答」
- 第2回（7月19日公開）「ぽぷあVS大人」
お茶銘柄当てクイズで正解するも、動画的に面白くないという理由でオレンジジュースが追加され、失敗に追い込まれた。
罰ゲームとして、コオロギの姿揚げを食べさせられることに。「あんな大人になりたくない」の名言が生み出された。
- 第3回（8月29日公開）「ぽぷあ釣り対決」
- 第4回（10月2日公開）「関西サイクルスポーツセンター」
- 第5回（11月27日公開）「＠台湾」
- 第6回（12月25日公開）「料理対決」
- 番外編（12月27日公開）「ドンジャラ対決罰ゲーム」

### 2018年
- 第7回（1月1日公開）「新年ごあいさつ」
- 第8回（2月24日公開）「バレンタイン」